# 常晨晨
常晨晨（1986年6月20日—），辽宁鞍山人，中国乒乓球女子运动员，左手横握球拍，两面反胶，弧圈球打法。

## 生平
常晨晨于1991年至1996年分别在鞍钢、鞍山和辽宁省体校训练，1998年进入辽宁省队，2001年进入中国国家二队，2003年晋升至国家一队。曾于2004年世界青年乒乓球锦标赛中获得女团、女单、女双冠军及混双亚军。2007年获得俄罗斯公开赛女单冠军。2009年横滨世乒赛与郝帅合作，获得混双季军。
2013年广州乒乓球世界杯团体赛，由于郭跃因伤退出，常晨晨顶替其位置，与李晓霞、丁宁、刘诗雯及武杨出战本届赛事，最终随队获得职业生涯第一个世界冠军头衔。
2014年，常晨晨从国家队退役。